# 克丽丝特尔·邓恩
克莉絲朵·艾莉西亞·蘇布里爾（英語：Crystal Alyssia Soubrier；1992年7月3日—），婚前姓氏為鄧恩（Dunn），是美国職業女子足球运动员，曾代表美國國家女子足球隊参加2019年國際足協女子世界盃並奪得冠軍，2016年和2020年參加夏季奥林匹克运动会足球比赛，其中2020年奥运会获得一枚铜牌。

## 外部連結
- 克丽丝特尔·邓恩 – FIFA國際賽競賽紀錄 (存檔)
- 克丽丝特尔·邓恩在國家女子足球聯賽
- 克丽丝特尔·邓恩在美國足球協會
- 克莉絲朵·鄧恩在美國U20國家女子足球隊
- 克莉絲朵·鄧恩 （页面存档备份，存于）在華盛頓精神
- 克莉絲朵·鄧恩 （页面存档备份，存于）在北卡羅萊納大學
- 克莉絲朵·鄧恩 （页面存档备份，存于）在切爾西
- 克丽丝特尔·邓恩的X（前Twitter）